# روبرت أ. برادي
روبرت أ. برادي (بالإنجليزية: Robert A. Brady)‏ هو اقتصادي أمريكي، ولد في 13 مايو 1901 في ماريسفيل في الولايات المتحدة، وتوفي في 27 أبريل 1963 في سان فرانسيسكو في الولايات المتحدة.